# 송선호
송선호(宋先浩, 1966년 1월 24일 ~ )은 대한민국의 축구 선수 및 축구 감독이다. 현역 시절 포지션은 수비수, 공격수였다. 과거 K리그2의 부천 FC 1995의 감독이였다.

## 클럽 경력
1988 K리그 드래프트에서 유공 코끼리에 1차 지명되어 프로 무대에 데뷔했다. 1988년 5월 28일 포항제철 아톰즈와의 경기에서 프로 데뷔골을 기록했다. 1996년까지 몸담은 뒤 은퇴하였다. 본래 수비수로 입단하였으나 1989년 K리그에서는 공격수로 전향하여 우승에 큰 공헌을 하였다.

## 지도자 경력
2001년부터 부천 SK에서 스카우트로 활동하였고, 2008년에는 2군 감독로 승격하였다. 이후 인천 유나이티드의 스카우트를 거쳐 2014년 부천 FC의 수석 코치로 자리를 옮겼으며 2015년 최진한 감독이 경질되며 감독 대행으로 승격하였고, 지도력을 인정받아 정식감독으로 승격하였다.
10월 P급 자격증을 요구하는 AFC 챔피언스리그 규정에 의해 정갑석 수석코치와 서로 보직을 변경하였으며, 10월 28일 FA컵 탈락 후 감독직에 복귀했다.
플레이오프에서 강원 FC에 패해 승격에 실패하며 시즌 종료 후 부천과 계약을 해지하였다.
2017 시즌을 앞두고 아산 무궁화의 감독직에 취임하였으나, 승격 실패의 책임을 지고 1년만에 감독직에서 물러났다. 그 후 1시즌 동안 경기감독관을 맡았다.
2018년 10월 31일 부로 부천 FC 감독추천위원회를 통해 부천 FC 1995의 제 6대 감독으로 선임되며 약 2년만에 친정팀으로 복귀하게 되었다.

## 경력

### 선수 경력
- 1988년 ~ 1996년  유공 코끼리

## 수상

### 클럽

#### 유공 코끼리
- K리그 우승 1회 (1989년)